# Фримены (сословие)
Фри́мены (англ. freeman, множ. число — freemen; от др.-англ. freoman — человек, рождённый свободным) — сословие лично свободных людей в средневековой Англии. Не следует путать с другим похоже звучащим на английском языке средневековым социальным статусом — freedman, с англ. — «Вольноотпущенник», получивший свободу раб.
Понятие фрименов впервые появилось в кодексе кентского короля Этельбертом I (правил в 591—616 годах). Согласно ему устанавливалась социальная иерархия на основе кровного родства. За убийство фримена была установлена система вергельда — денежной суммы, которую должен был выплатить клан убийцы семье убитого (или королю) в качестве компенсации за совершённое преступление. Решение о вине или невиновности обвиняемого принимало собрание фрименов. Выше фрименов по социальной лестнице стояла знать, ниже — рабы и прочие зависимые, лично не свободные люди. Типичным фрименом был керл — свободный крестьянин-земледелец. В англосаксонский период истории фримены обязаны были нести воинскую службу по приказу своего феодала — тана, а также платить ренту и участвовать в обработке хозяйской земли. В отличие от сервов и вилланов, фримены имели право покидать свою землю, а также переходить вместе с ней под власть другого тана.
По мере развития городов (боро, примерно начиная с XII века), термин стал употребляться также к свободным горожанам, бюргерам. Фрименами именовали полноправных горожан (он не относился к иностранцам, приезжим или временно проживавшим в городе людям). Фримены обладали правом менять место жительство, профессию и торговать любыми видами товаров. Из фрименов формировался городской совет, они обладали как пассивным, так и активным избирательными правами — то есть как могли избираться на должности мэров, олдерменов, шерифов и так далее, так и принимали участие в голосовании за того или иного кандидата. К XIII — XIV векам у городских общин, состоявших из фрименов, появилось право избирать своего представителя в Палату общин.
Также к XIII веку фримены получили право продажи принадлежавшей им земли без согласия феодала.
Позднее понятие фримена понемногу утрачивало свой изначальный смысл, всё больше становилось синонимом слов «гражданин» или «подданный». Оно продолжало употребляться в английском законодательстве вплоть до 1830-х годов.
В процессе расширения Британской империи термин распространился также на колонистов, в том числе — американских. После получения независимости американскими колониями и образования Соединённых Штатов Америки термин в течение конца XVIII — начала XIX века применялся к гражданам США и обозначал людей, обладающих гражданскими правами.